# RTCN Chrzelice
RTCN Chrzelice – Radiowo-Telewizyjne Centrum Nadawcze znajdujące się w Chrzelicach, w województwie opolskim, w powiecie prudnickim, w odległości 23 km od Prudnika. Centrum zostało oddane do użytku 11 stycznia 1979. Maszt ma 221 metrów wysokości i jest najwyższym masztem antenowym w województwie opolskim. Sygnał radiowy oraz telewizyjny emitowany z masztu swoim zasięgiem pokrywa całe województwo opolskie i fragmenty województw ościennych: dolnośląskiego, wielkopolskiego, łódzkiego i śląskiego, a także kraju morawsko-śląskiego w Czechach. Sygnał jest najlepiej odbierany w miastach: Biała, Gogolin, Głogówek, Grodków, Korfantów, Krapkowice, Kędzierzyn-Koźle, Lewin Brzeski, Leśnica, Niemodlin, Nysa, Opole, Prudnik, Tułowice i Zdzieszowice.

## Historia
Na początku lat 70. XX wieku władze Polskiej Rzeczypospolitej Ludowej zwróciły uwagę na słabą słyszalność polskich programów radiowych na terenie Opolszczyzny. W regionie lepiej słychać było stacje z Czechosłowacji i Niemiec niż z Polski. Jako lokalizację dla centrum nadawczego wybrano wieś Chrzelice koło Prudnika, na wysokości 190 m n.p.m. Pierwszy etap budowy został zakończony w 1975. Drugi przewidziany był na lata 1976–1977, lecz – z powodu opóźnień w dostawach – budowę obiektu zakończono dopiero w 1978. Obiekt w Chrzelicach, wyposażony w nadajniki najnowszej generacji, został oddany do eksploatacji 11 stycznia 1979. Dzień później zostało mu nadane imię Arki Bożka. W drugiej połowie lat 90. XX wieku na maszcie zainstalowano anteny UKF CCIR. 22 kwietnia 2013 wyłączono analogowy sygnał telewizyjny.

## Parametry
Ważniejsze parametry masztu:
- Wysokość posadowienia podpory anteny: 190 m n.p.m.
- Wysokość zawieszenia systemów antenowych: Radio: 130, 176, TV: 160, 195 m n.p.t.

## Nadawane programy

### Programy radiowe
| LP | Program                   | Częstotliwość | Moc nadawania | Polaryzacja | Uwagi |
| -- | ------------------------- | ------------- | ------------- | ----------- | --- |
| 1  | Polskie Radio Program I   | 88,30 MHz     | 60 kW         | pozioma     | do 23 września 1997 działało tu Polskie Radio Bis, od 24 września 1997 do 31 maja 2007 Polskie Radio Program II |
| 2  | Polskie Radio Program II  | 94,50 MHz     | 10 kW         | pozioma     | od około 1997 roku do 31 maja 2007 nadawało tu Polskie Radio Program I                                          |
| 3  | Polskie Radio Program III | 90,30 MHz     | 60 kW         | pozioma     | |
| 4  | RMF FM                    | 95,30 MHz     | 60 kW         | pozioma     | od 1994 |
| 5  | Polskie Radio Opole       | 103,20 MHz    | 60 kW         | pozioma     | |

### Programy telewizyjne – cyfrowe
| Nazwa multipleksu | Częstotliwość   | Kanał | Moc promieniowana nadajnika | Polaryzacja | Kompresja wizji |
| ----------------- | --------------- | ----- | --------------------------- | ----------- | --------------- |
| MUX 1             | 674 MHz 538 MHz | 46 29 | 100 kW                      | pozioma     | MPEG-4          |
| MUX 2             | 490 MHz         | 23    | 100 kW                      | pozioma     | MPEG-4          |
| MUX 3             | 578 MHz         | 34    | 100 kW                      | pozioma     | MPEG-4          |

## Nienadawane analogowe programy telewizyjne
Analogowe programy telewizyjne były nadawane do 22.04.2013 r.
| LP | Program              | Częstotliwość | Numer kanału | Moc nadawania | Polaryzacja | Uwagi |
| -- | -------------------- | ------------- | ------------ | ------------- | ----------- | --- |
| 1  | TVP1                 | 623,25 MHz    | 40           | 700 kW        | pozioma     | od 1979 |
| 2  | TVP2                 | 487,25 MHz    | 23           | 600 kW        | pozioma     | od 1979 |
| 3  | TVP Info / TVP Opole | 207,25 MHz    | 10           | 40 kW         | pionowa     | od marca 1965 do 1979 działał tu TVP1, od marca 1995 do czerwca 2001 Canal+ Premium, od 2001 do 31 grudnia 2004 TVP3 Katowice |
| 4  | Polsat               | 759,25 MHz    | 57           | 250 kW        | pozioma     | od 16 maja 1994 |